# 鳩サブレー

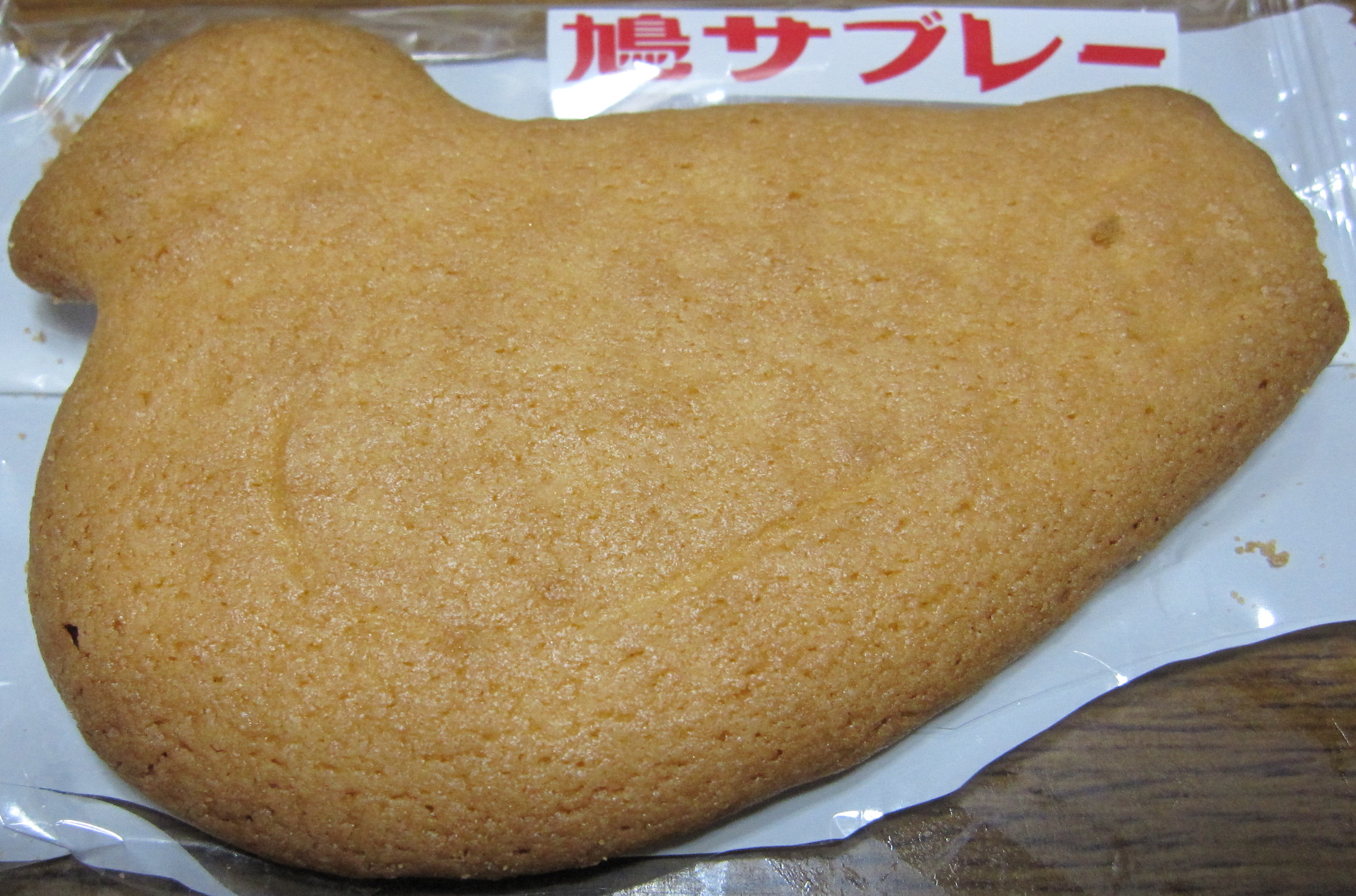
鳩サブレー

鳩サブレー（はとサブレー）は、神奈川県鎌倉市の豊島屋（としまや）が製造・販売するサブレー。名前が示す通り鳩を模した形が特徴。主に鎌倉の鶴岡八幡宮の土産として有名で、現在では神奈川県を代表する銘菓となっている。

## 由来
鳩サブレーは、豊島屋の初代店主である久保田久次郎が来店した外国人からもらったビスケットが原点である。フレッシュバターをふんだんに使用した製品だが、開発当初は、バターが使われていることが分からず、それを探りあてるまで大変苦労をしたという。ビスケットとの違いを出し、日本人に馴染みやすい味にするため、スパイスは使用していない。
鳩の形となったのは、久次郎が鶴岡八幡宮を崇敬しており、本宮の掲額の「八」が鳩の向き合わせであることと、宮鳩が多数いるところから着想を得たためと言われている。なお、開発当初は鳩の尾びれは2本であったが、尻尾が太く見えるという理由で3本になった。現在、本店二階にあるギャラリー「鳩巣」に尾びれが2本の型が展示されている。

## オリジナルグッズ
本店でしか手に入らない文具などのオリジナルグッズ「鳩これくしょん」がある。また、ネット限定の完全受注生産品「鳩クッション」があり、3種類の大きさ・革か布の2素材、7色のカラーから好きなようにカスタムできる。

## エピソード
発売当初は日本人にとってまだ馴染みのない味であったため、全く売れなかった。しかし、医師の秋場隆一と竹內薰兵が「離乳期の幼児食に最適」と推薦し、御用邸からも発注されるようになると、鳩サブレーは徐々に浸透するに至った。
鳩サブレーは明治時代末期の発売当初には「鳩三郎」とも呼ばれていた。これは、この菓子を開発した久保田久次郎が最初に「サブレー」と言う耳慣れない単語を聞いた時に「サブレー」=「三郎」と連想したためである。また、当時は一般的にも「サブレー」という外来語よりも「鳩三郎」の方が馴染みがあり、通りがよかったという。現在でも鳩サブレーのマスコットグッズの中には「鳩三郎」の名称を付けられたものがある。ただし、「鳩三郎」はあくまでも久次郎が付けた愛称であり、正式な商品名は当初より「鳩サブレー」である。
2013年には鎌倉市が由比ヶ浜、材木座、腰越の各海水浴場の命名権を売りに出したのに対して、年間1200万円の10年契約で権利を購入。名称については「一般から公募する」としたが、最終的に「そのままがいい」という意見が多かったため旧名称のままとしている。

## マスコットキャラクター
鳩兵衛
鳩サブレーのゆるキャラ。
2013年10月4日に初披露された。
（10月4日＝（ト・シ）豊島屋の日）

## 店舗

### 直営店
- 本店
- 扉店
- 梶原店
- 長谷大仏前店
- 北鎌倉駅前店
- 菓寮　八十小路
- 洋菓子舗　置石
- 御谷休憩所
- 逗子店
- テラスモール湘南店

### 売店

#### 神奈川県内
- 横浜駅周辺
  - 横浜 高島屋
  - 横浜 そごう
- 新横浜駅 タカシマヤフードメゾン新横浜
- 上大岡 京急百貨店
- 鎌倉駅　江ノ電ことのいち鎌倉
- 大船 ルミネウイング
- 横須賀 さいか屋
- 藤沢
  - さいか屋
  - 小田急
- たまプラーザ 東急百貨店
- 武蔵小杉 東急百貨店
- 日吉 日吉東急アベニュー
- 平塚 ラスカ平塚店

#### 東京都
- 東京駅周辺
  - 東京駅 大丸
  - HANAGATAYA東京店
  - 日本橋 高島屋
  - 日本橋 三越
- 銀座 三越
- 新宿
  - 伊勢丹
  - 小田急（本館）
  - 高島屋
- 渋谷 渋谷ヒカリエShinQs東横のれん街
- 池袋 西武
- 玉川 高島屋
- 町田 小田急
- 羽田空港
  - 第一ターミナル特選和菓子館
  - 第二ターミナル東京食賓館
- 品川駅 エキュート品川サウス
- 吉祥寺 東急百貨店